# Panther (Film)
Panther ist ein US-amerikanischer Spielfilm von 1995, der die Geschichte der Black Panther Party for Self-Defense zum Thema hat. Mario van Peebles inszenierte den Film nach einem Drehbuch seines Vaters Melvin Van Peebles. Der Film nimmt sich künstlerische Freiheit, hält sich aber im Wesentlichen an die historischen Vorgaben. Der Film gehört zum sogenannten New Black Cinema.

## Handlung
Der Film beschäftigt sich mit Aufstieg und Fall der Black Panther Party for Self-Defense, bekannt als die Black Panthers, während der Ära der Black Power Bewegung.
Ein weiterer Fokus wird auf das Programm COINTELPRO des FBI gelegt, eine Strategie, die mit illegalen Methoden die schwarze Bürgerrechtsbewegung bekämpfte.
Der Film vertritt die These, dass die US-Regierungsinstitutionen (FBI/CIA) mit dem organisierten Verbrechen zusammenarbeiteten, um die Innenstädte-die überwiegend von Schwarzen bewohnt wurden- mit Heroin und Kokain zu überfluten. Diese Politik sollte die positive Entwicklung von schwarzen Gemeinschaften verhindern.
Der Film ist denjenigen gewidmet, die sich um die Entwicklung der Afroamerikaner verdient gemacht haben.

## Produktion
Bemerkenswert an diesem Film ist das Ensemble: Angela Bassett, Chris Tucker, Bobby Brown und Chris Rock, die später alle Karrieren in Hollywood machten. Angela Bassett, die im Film Betty Shabazz darstellt, hatte dieselbe Rolle bereits 1992 in Spike Lees Malcolm X  gespielt. Melvin Van Peebles, der das Drehbuch schrieb, hatte Anfang der 1970er Jahre mit Sweet Sweetbacks Lied die Ära des Blaxploitation-Films eingeläutet.

## Kritik
Der Filmkritiker Roger Ebert gab dem Film 2 ½ von 4 Sternen: “Panther does a good job, however, of capturing the idealism and excitement of the party’s early days” (Panther schafft es, den Idealismus und die Begeisterung der frühen Tage der Partei einzufangen).

## Auszeichnung
- Internationales Filmfestival von Locarno – Jury-Preis, Silberner Leopard